# Іван V (папа)
Іван V (лат. Ioannes; ? — 2 серпня 686; Рим) — вісімдесят другий папа Римський (23 липня 685—2 серпня 686), походив з Сирії, син Киріяка. Через добре знання грецької мови брав участь як папський легат у роботі VI Вселенського Собору в Константинополі. Був першим з так званих «візантійських пап», який вступив на трон без затвердження візантійським імператором і першим з ряду десяти пап східного походження. Його правління відзначилось примиренням Риму і Константинополя. На час обрання був хворою людиною.